# Morti nel 2012/Novembre
| Questa pagina contiene informazioni ricavate automaticamente dalle voci biografiche con l'ausilio del template Bio e di un bot. L'aggiornamento è periodico e automatico e ricostruisce completamente la pagina. Se manca una persona in questa lista, sei pregato di non aggiungerla, ma accertati piuttosto che la sua voce biografica contenga il template Bio e che i dati anagrafici siano correttamente compilati. Se il template Bio manca, inseriscilo tu stesso o, in alternativa, metti l'avviso {{tmp\|Bio}} che ne segnala la mancanza. Se i dati riportati sono sbagliati, correggi direttamente la voce biografica; le modifiche saranno visibili in questa lista entro pochi giorni. Per chiarimenti vedi il progetto biografie. La lista contiene solo le 142 persone che sono citate nell'enciclopedia e per le quali è stato implementato correttamente il template Bio. Pagina aggiornata al 10 giu 2025. |

- 1º novembre - Brad Armstrong, wrestler statunitense (n. 1962)
- 1º novembre - Franca Buffoni, farmacologa e pittrice italiana (n. 1925)
- 1º novembre - Agustín García Calvo, filologo, scrittore e linguista spagnolo (n. 1926)
- 1º novembre - Mir Abdolrez Daryabeigi, artista iraniano (n. 1930)
- 1º novembre - Mitch Lucker, cantante e paroliere statunitense (n. 1984)
- 1º novembre - Renzo Mantero, medico e scrittore italiano (n. 1930)
- 2 novembre - Milt Campbell, multiplista statunitense (n. 1933)
- 2 novembre - Francesco Quattrone, politico italiano (n. 1941)
- 2 novembre - Pino Rauti, politico e giornalista italiano (n. 1926)
- 2 novembre - Han Suyin, scrittrice e medica cinese (n. 1917)
- 3 novembre - Giuseppe Baiocchi, calciatore e allenatore di calcio italiano (n. 1923)
- 3 novembre - Tommy Godwin, pistard britannico (n. 1920)
- 3 novembre - Thomas K. McCraw, storico statunitense (n. 1940)
- 4 novembre - Pier Cesare Bori, storico delle religioni e traduttore italiano (n. 1937)
- 4 novembre - Ted Curson, trombettista statunitense (n. 1935)
- 4 novembre - Dora Marra, bibliotecaria italiana (n. 1921)
- 4 novembre - Amos Spiazzi, generale italiano (n. 1933)
- 5 novembre - Stalking Cat, statunitense (n. 1958)
- 5 novembre - Elliott Carter, compositore statunitense (n. 1908)
- 5 novembre - Leonardo Favio, regista cinematografico, cantante e attore argentino (n. 1938)
- 5 novembre - Joseph Oliver Bowers, vescovo cattolico dominicense (n. 1910)
- 6 novembre - Clive Dunn, attore, comico e artista inglese (n. 1920)
- 6 novembre - Ivor Powell, allenatore di calcio e calciatore gallese (n. 1916)
- 6 novembre - Juan Trejo, pallanuotista messicano (n. 1927)
- 7 novembre - Fulvio Albanese, pallanuotista e allenatore di pallanuoto italiano (n. 1956)
- 7 novembre - Luciano Barca, giornalista, scrittore e partigiano italiano (n. 1920)
- 7 novembre - Carmen Basilio, pugile statunitense (n. 1927)
- 7 novembre - Aleksandr Berkutov, canottiere sovietico (n. 1933)
- 7 novembre - Bruno D'Alfonso, fumettista italiano (n. 1953)
- 7 novembre - Günter Herrmann, calciatore tedesco (n. 1934)
- 7 novembre - Richard Robbins, compositore statunitense (n. 1940)
- 7 novembre - Venanzio Vallerani, agronomo italiano (n. 1924)
- 8 novembre - Lucille Bliss, attrice e doppiatrice statunitense (n. 1916)
- 8 novembre - Robert McCallum Blumenthal, matematico statunitense (n. 1931)
- 8 novembre - Robert Himgi, pallanuotista francese (n. 1922)
- 8 novembre - Li Moran, attore cinese (n. 1927)
- 8 novembre - Lee MacPhail, dirigente sportivo statunitense (n. 1917)
- 8 novembre - Pete Namlook, musicista, produttore discografico e compositore tedesco (n. 1960)
- 9 novembre - Milan Čič, politico slovacco (n. 1932)
- 9 novembre - Major Harris, cantante e chitarrista statunitense (n. 1947)
- 9 novembre - Teresa Kępka, cestista polacca (n. 1959)
- 9 novembre - Will van Kralingen, attrice olandese (n. 1951)
- 9 novembre - Sergej Michajlovič Nikol'skij, matematico sovietico (n. 1905)
- 9 novembre - Carlo Riccardi, pittore italiano (n. 1923)
- 9 novembre - Arminio Savioli, giornalista e partigiano italiano (n. 1924)
- 10 novembre - Stuart Freedman, fisico statunitense (n. 1944)
- 10 novembre - Torben Johansen, calciatore e giocatore di calcio a 5 danese (n. 1957)
- 10 novembre - Li Shijun, esperantista cinese (n. 1923)
- 10 novembre - Miriam Shlesinger, linguista e traduttrice statunitense (n. 1947)
- 11 novembre - Jalal Mansouri, sollevatore iraniano (n. 1930)
- 11 novembre - Rex Masterman Hunt, diplomatico britannico (n. 1926)
- 11 novembre - Victor Mees, calciatore belga (n. 1927)
- 11 novembre - Paolo Ravenna, avvocato e scrittore italiano (n. 1926)
- 12 novembre - Arthur Bialas, calciatore tedesco orientale (n. 1930)
- 12 novembre - Loris J. Bononi, farmacologo, scrittore e poeta italiano (n. 1929)
- 12 novembre - Sergio Oliva, culturista e sollevatore cubano (n. 1941)
- 12 novembre - Daniel Stern, psichiatra e psicoanalista statunitense (n. 1934)
- 12 novembre - Ron Stretton, pistard britannico (n. 1930)
- 13 novembre - Manuel Peña, calciatore spagnolo (n. 1965)
- 13 novembre - Yao Defen, cinese (n. 1972)
- 14 novembre - Alex Alves, calciatore brasiliano (n. 1974)
- 14 novembre - Norman N. Greenwood, chimico australiano (n. 1925)
- 14 novembre - Luiz Eugênio Perez, vescovo cattolico brasiliano (n. 1928)
- 14 novembre - Gabriella Poli, giornalista italiana (n. 1920)
- 14 novembre - Ahmad al-Ja'bari, militare palestinese (n. 1960)
- 15 novembre - Théophile Abega, calciatore camerunese (n. 1954)
- 15 novembre - Mohamed Omar Habeb Dhere, politico e generale somalo
- 15 novembre - Josef Kloimstein, canottiere austriaco (n. 1929)
- 15 novembre - Mauro Magni, giornalista e scrittore italiano (n. 1920)
- 15 novembre - José Song Sui-Wan, vescovo cattolico cinese (n. 1941)
- 15 novembre - William Turnbull, scultore e pittore scozzese (n. 1922)
- 16 novembre - Peter Berghaus, numismatico tedesco (n. 1919)
- 16 novembre - Leo Blair, avvocato e docente britannico (n. 1923)
- 16 novembre - Patrick Edlinger, arrampicatore francese (n. 1960)
- 16 novembre - Mario Fantoni, fumettista italiano (n. 1926)
- 16 novembre - Gino Marotta, pittore e scultore italiano (n. 1935)
- 16 novembre - Hubert Meyer, militare tedesco (n. 1913)
- 17 novembre - Ilija Argirov, cantante bulgaro (n. 1931)
- 17 novembre - Jean Deschazeaux, pilota di rally marocchino (n. 1926)
- 17 novembre - Armand Desmet, ciclista su strada belga (n. 1931)
- 17 novembre - Margaret Yorke, scrittrice britannica (n. 1924)
- 18 novembre - Elena Achmylovskaja, scacchista statunitense (n. 1957)
- 18 novembre - Neva Jane Langley, modella statunitense (n. 1933)
- 18 novembre - Philip Ledger, musicista e direttore di coro inglese (n. 1937)
- 18 novembre - Kenny Morgans, calciatore gallese (n. 1939)
- 18 novembre - Edwin Richards, schermidore statunitense (n. 1929)
- 19 novembre - Brigitte Skay, attrice tedesca (n. 1940)
- 20 novembre - Kaspars Astašenko, hockeista su ghiaccio lettone (n. 1975)
- 20 novembre - William Grut, pentatleta svedese (n. 1914)
- 20 novembre - Ivan Kušan, scrittore e sceneggiatore croato (n. 1933)
- 20 novembre - Pete La Roca, batterista e avvocato statunitense (n. 1938)
- 21 novembre - Vladka Meed, partigiana, scrittrice e superstite dell'Olocausto polacca (n. 1921)
- 21 novembre - Nedu Onyeuku, cestista nigeriano (n. 1983)
- 21 novembre - Deborah Raffin, attrice statunitense (n. 1953)
- 22 novembre - Bob Burtwell, cestista e allenatore di pallacanestro canadese (n. 1927)
- 22 novembre - John Earl Coleman, insegnante statunitense (n. 1930)
- 22 novembre - Bryce Courtenay, romanziere sudafricano (n. 1933)
- 22 novembre - Alfonso Montemayor, allenatore di calcio e calciatore messicano (n. 1922)
- 22 novembre - Carlo Rancati, ciclista su strada e pistard italiano (n. 1940)
- 23 novembre - José Luis Borau, regista e sceneggiatore spagnolo (n. 1929)
- 23 novembre - Héctor Camacho, pugile portoricano (n. 1962)
- 23 novembre - Larry Hagman, attore statunitense (n. 1931)
- 23 novembre - Nélson Prudêncio, triplista brasiliano (n. 1944)
- 23 novembre - Stevan Sekereš, calciatore jugoslavo (n. 1937)
- 23 novembre - Goffredo Stabellini, calciatore italiano (n. 1925)
- 23 novembre - Jimmy Wilson, cestista statunitense (n. 1947)
- 24 novembre - Tita Carloni, architetto e politico svizzero (n. 1931)
- 24 novembre - Gian Battista Corso, calciatore italiano (n. 1918)
- 24 novembre - Antoine Kohn, allenatore di calcio e calciatore lussemburghese (n. 1933)
- 24 novembre - Tony Leblanc, attore e regista spagnolo (n. 1922)
- 24 novembre - Alfredo Tulli, cestista e allenatore di pallacanestro argentino (n. 1939)
- 24 novembre - Nicholas Turro, chimico statunitense (n. 1938)
- 25 novembre - Guilherme Espírito Santo, altista, lunghista e triplista portoghese (n. 1919)
- 25 novembre - Simeon ten Holt, compositore olandese (n. 1923)
- 25 novembre - Lars Hörmander, matematico svedese (n. 1931)
- 25 novembre - Omero Losi, calciatore italiano (n. 1925)
- 25 novembre - Juan Peréda Asbun, politico e generale boliviano (n. 1931)
- 25 novembre - Tom Robinson, velocista bahamense (n. 1938)
- 25 novembre - Dave Sexton, calciatore e allenatore di calcio britannico (n. 1930)
- 25 novembre - Blackie Towery, cestista e allenatore di pallacanestro statunitense (n. 1920)
- 26 novembre - Mario Bettoli, politico e partigiano italiano (n. 1925)
- 26 novembre - Joseph Murray, chirurgo statunitense (n. 1919)
- 26 novembre - Martin Richards, produttore cinematografico statunitense (n. 1932)
- 26 novembre - Buddy Roberts, wrestler statunitense (n. 1947)
- 26 novembre - Riccardo Taliano, pittore e gallerista italiano (n. 1929)
- 27 novembre - Giuseppe Fassino, politico italiano (n. 1924)
- 27 novembre - Érik Izraelewicz, giornalista francese (n. 1954)
- 27 novembre - Pascal Kalemba, calciatore della Repubblica Democratica del Congo (n. 1979)
- 27 novembre - Jorma Limmonen, pugile finlandese (n. 1934)
- 27 novembre - Herbert Oberhofer, calciatore austriaco (n. 1955)
- 27 novembre - Lennart Samuelsson, allenatore di calcio e calciatore svedese (n. 1924)
- 28 novembre - Tarquinio Angiolin, canottiere italiano (n. 1928)
- 28 novembre - José Maria Fidélis, calciatore brasiliano (n. 1944)
- 28 novembre - Cosimo Nocera, calciatore italiano (n. 1938)
- 28 novembre - Franco Ventriglia, basso statunitense (n. 1922)
- 28 novembre - Zig Ziglar, scrittore statunitense (n. 1926)
- 29 novembre - Vittorio Beltrami, partigiano e politico italiano (n. 1926)
- 29 novembre - Werner Seibold, tiratore a segno tedesco (n. 1948)
- 29 novembre - Franco Urru, fumettista italiano (n. 1960)
- 30 novembre - Mario Ardizzon, calciatore e allenatore di calcio italiano (n. 1938)
- 30 novembre - Inder Kumar Gujral, politico indiano (n. 1919)
- 30 novembre - Egil Johnny Orre, calciatore norvegese (n. 1920)